# Union City (New Jersey)
Union City è un comune degli Stati Uniti d'America, nella Contea di Hudson, nello Stato del New Jersey. Come da censimento del 2010 degli USA, la città conta 66 455 abitanti. La città fa parte dell'area metropolitana di New York.

## Storia
Union City è stata costituita come città con un atto del parlamento del New Jersey il 1 giugno 1925, con la fusione di Union Hill e West Hoboken Township. 

## Infrastrutture e trasporti
La città è servita dalla tranvia Hudson-Bergen.